# Comitè per a la Protecció dels Periodistes
El Comitè per a la Protecció dels Periodistes (en anglès: Committee to Protect Journalists), també coneguda com CPJ per les seves sigles en anglès, és una organització independent i sense ànim de lucre amb seu a la ciutat de Nova York, que promou la llibertat de premsa i els drets dels periodistes a nivell mundial. L'American Journalism Review ha caracteritzat a l'organització com La Creu Roja del Periodisme.

## Història
L'organització va ser fundada el 1981 per un grup de corresponsals estrangers en resposta als atacs que rebien per part de governs autoritaris.
Des de llavors, organitza protestes públiques i treballa a través de canals diplomàtics per a portar el canvi al seu sector professional. Publica articles, comunicats de premsa, reportatges especials, així com un estudi anual mundial sobre la llibertat de premsa anomenat Atacs a la Premsa. El CPJ també lliura els Premis a la Llibertat de Premsa Internacional, els quals honren als periodistes i defensors de la llibertat que han estat colpejats, amenaçats, intimidats, i empresonats per informar.
El CPJ publica una llista anual amb tots els periodistes que han mort complint el seu deure arreu del món. Des de 1992, el primer any en què es va publicar la llista del CPJ, 850 periodistes han mort. Els números de l'organització en general són més baixos que uns altres informes similars com els de Reporters Sense Fronteres o la Federació Internacional de Periodistes a causa dels paràmetres i el procés de confirmació establerts pel CPJ. També publiquen un cens anual de periodistes empresonats.
És un membre fundador del International Freedom of Expression Exchange (IFEX), una xarxa de més de 70 organitzacions no governamentals que monitoren les violacions a la llibertat d'expressió al voltant del món i defensen als periodistes, escriptors i uns altres que són perseguits per exercir el seu dret a la llibertat d'expressió.

## Directors
Entre 1998 i 2006 la directora va ser Ann Cooper. Posteriorment, entre 2006 i 2022 ho fou el periodista Joel Simon. Es preveu que l'abril de 2022 s'incorpori Jodie Ginsberg com a líder de l'organització.
La junta directiva del CPJ ha inclòs a destacats periodistes internacionals com Christiane Amanpour, Tom Brokaw, Anne Garrels, Charlayne Hunter-Gault, Gwen Ifill, Jane Kramer, Anthony Lewis, Dave Marsh, Kati Marton, Michael Massing, Victor Navasky, Andrés Oppenheimer, Clarence Page, Norman Pearlstine, Dan Rather, John Seigenthaler, i Mark Whitaker, entre d'altres.